# رویدون، اسکس
رویدون (به انگلیسی: Roydon) یک روستا و محله مدنی در بریتانیا است که در اپینگ فورست واقع شده‌است. رویدون ۷٫۰۲۲ کیلومتر مربع مساحت و ۲٬۱۹۳ نفر جمعیت دارد.